# 山下奈々
山下 奈々（やました なな、1982年10月29日 - ）は、日本のファッションモデル、キャンペーンガール。岐阜県出身。血液型O型。セントラルジャパン東京オフィス所属。

## 略歴
サッポロビールキャンペーンガール2006を担当。山手線のトレインチャンネルで放送されているサッポロビールのCMに出演していた。
2019年11月に女児を出産し、1児の母になる。2020年に放送のセルスター工業のCMには生後まもなくの娘も出演しており、母娘での共演を果たしている。

## 人物
趣味は料理、ウクレレ、旅行、登山。特技はヨガ、アロマテラピー、リンパマッサージ。食生活アドバイザー3級、アロマテラピー検定1級の資格を有する。

## 作品

### 映像作品
- なないろ（2007年）

## 出演

### テレビドラマ
- 金曜エンタテイメント デパートガール探偵（2000年、フジテレビ）[6]
- パーフェクト・パートナー EPISODE II・III（2007年、WOWOW） - セイコ 役
- 江原啓之への質問状 〜永遠の記憶〜（2007年、WOWOW） - 森田真弓 役
- 借王〈シャッキング〉II-運命の報酬-（2011年、WOWOW）
- ショムニ2013 第8話（2013年、フジテレビ）[6]

### 映画
- 僕達急行 A列車で行こう（2012年） - つばめ 役

### CM
- 松下電器産業 Panasonic Beauty（2006年、トレインチャンネル放送CM）
- サッポロビール サッポロ生ビール黒ラベル（2006年）
- JR東海
- 阪急三番街
- 任天堂 Wii
- 明治製菓 結晶グミ KAON -果音-
- 仙台銀行（2007年 - 2008年）
- イトーヨーカドー カットソー・デザイン（2010年）
- 湯快リゾート（2010年）
- JAバンク大阪（2010年）
- 宝酒造 焼酎ハイボール（2011年）
- 全日本空輸（2013年）
- SHOE・PLAZA（2013年）
- アイリスオーヤマ 充電式コードレスクリーナー リチウムイオン（2013年）
- ナイスデイ mofua 着る毛布「モフアの新しい仲間」篇
- アシェット・コレクションズ・ジャパン リラックス アロマテラピー（2014年）
- エバラ食品工業 プチッと鍋「ごはん編」（2014年）
- ファンケル マイルドクレンジングオイル（2014年）
- ユニー クールオン (Coolon) 天然素材（2014年）
- ユニー 日干しできるクールファンクション（2014年）
- サントリー 伊右衛門 特茶（2014年）
- 日本マクドナルド てりやきファミリー「歓び（てりやきチキンフィレオ）」篇
- モスフードサービス モスチキン
- 美山 イチオシキムチ「植物乳酸菌400億個」篇
- T-fal アクティフライ「くるくる回って99%オイルカットアクティフライ」篇
- アース製薬 薬用石鹸ミューズ ノータッチ「手洗い大好き」篇
- アース製薬 サラテクト
- 楽天生命保険
- パナソニック ホームズ
- STNet「夢見るライフライン」
- 江崎グリコ アーモンド効果「これからミルク」篇
- 花王 クリアクリーンNEXDENT「むし歯予防力」篇
- ビッグモーター「叫ぶ佐藤さん」篇（2019年）[7]
- セルスター工業 ドライブレコーダー（2019年・2020年）[8]

### 雑誌
- JILLE（双葉社） - 読者モデル
- RUNNING style（エイ出版社）
- おとなのVACANCES Vol.3（2008年、ソニー・マガジンズ）
- CREA（文藝春秋）
- ランドネ（エイ出版社）

## その他の主な活動
- 全国きもの女王コンテスト全国大会 特別賞京都府知事賞受賞（2004年）
- サッポロビールイメージガール2006（2006年）